# Торос I
Торос I (арм. Թորոս Ա, ? — 17 февраля 1129 или 16 февраля 1130) третий правитель Киликийской Армении или «Властелин Гор» из династии Рубинянов (1100/1102/1103-1129/1130), сын Костандина I.

## Биография

Флаг династии Рубинянов

В первые годы своего правления изгнал из страны византийцев и присоединил к своим владениям Равнинную Киликию (с городом Сис). Вместе с князем Василем Гохом разбил войска Иконийского султаната близ Бердуса и очистил страну от турок-сельджуков. В целях обеспечить безопасность восточных границ страны заключил союз с Эдесским графом Балдуином II выдав за него замуж свою дочь Арду и оказав помощь в борьбе с мусульманами. По сведениям Матеоса Урхаеци, Торос отомстил сыновьям греческого князя Мэндела за убийство армянского царя Гагика II Багратида, захватив также их поместья, крепость Кизистра.
Впоследствии Торос улучшил отношения с Византией, получив от императора Алексея I титул «Первого Севаста». Торос I является основателем монастыря Дразарк, где и был похоронен после смерти.

## Источник
Армянская Советская Энциклопедия